# Прусіновиці (Паб'яницький повіт)
Прусіновиці (пол. Prusinowice) — село в Польщі, у гміні Лютомерськ Паб'яницького повіту Лодзинського воєводства.
Населення — 280 осіб (2011).
У 1975-1998 роках село належало до Серадзького воєводства.

## Демографія
Демографічна структура станом на 31 березня 2011 року:
|          | Загалом | Допрацездатний вік | Працездатний вік | Постпрацездатний вік |
| -------- | ------- | ------------------ | ---------------- | -------------------- |
| Чоловіки | 140     | 31                 | 103              | 6                    |
| Жінки    | 140     | 22                 | 79               | 39                   |
| Разом    | 280     | 53                 | 182              | 45                   |